# Wilbur (nome)
Wilbur  è un nome proprio di persona inglese maschile.

## Origine e diffusione
Riprende l'omonimo cognome inglese, derivante da un soprannome medio inglese che aveva il significato di "cinghiale selvaggio".

## Onomastico
Questo nome non ha santo patrono, quindi è adespota. L'onomastico può essere festeggiato in occasione di Ognissanti, il 1º novembre.

## Persone

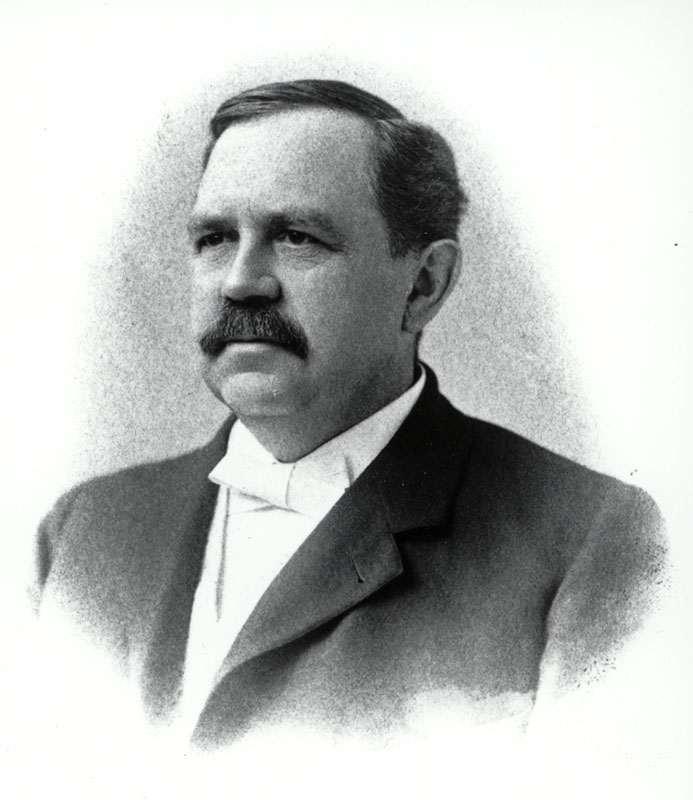
Wilbur Olin Atwater

- Wilbur Olin Atwater, chimico statunitense
- Wilbur Bascomb, bassista statunitense
- Wilbur Cush, calciatore nordirlandese
- Wilbur Holland, cestista statunitense
- Wilbur Scoville, chimico statunitense
- Wilbur Smith, scrittore sudafricano
- Wilbur Thompson, atleta statunitense
- Wilbur Trosch, cestista e allenatore di pallacanestro statunitense
- Wilbur Wright, ingegnere e inventore statunitense